# Funky Monks
Funky Monks è un album video del gruppo musicale statunitense Red Hot Chili Peppers, pubblicato nel 1991 dalla Warner Bros. Records.

## Il disco
Contiene vari filmati incentrati sulla registrazione del loro album Blood Sugar Sex Magik, prodotto da Rick Rubin e registrato in una casa di proprietà di quest'ultimo. Durante i 60 minuti del documentario, filmato in bianco e nero, vediamo la band mentre registra alcune tracce dell'album incluse quelle pubblicate solo qualche anno dopo, come la hit "Soul To Squeeze". Spezzoni di questo documentario appaiono anche nel video musicale di Suck My Kiss, pubblicato nel 1992. Originariamente Funky Monks fu pubblicato in VHS, ma è stato pubblicato anche nella versione DVD. Entrambe hanno però il difetto di essere senza sottotitoli né traduzione.

## Tracce
1. Suck My Kiss
2. Funky Monks
3. Sir Psycho Sexy
4. Fela's Cook
5. Breaking the Girl
6. Mellow Ship Slinky in B.Major
7. Soul to Squeeze
8. Give It Away
9. Apache Rose Peacock
10. They're Red Hot
11. My Lovely Man
12. Under the Bridge

## Formazione
- Anthony Kiedis - voce
- John Frusciante - chitarra, cori
- Michael "Flea" Balzary - basso
- Chad Smith - batteria